# موينغا كافوانكا
موينغا كافوانكا (مواليد 7 يوليو 1961) هو ملاكم من جمهورية الكونغو الديمقراطية، مثّل بلاده في الألعاب الأولمبية الصيفية 1984.

## روابط خارجية
موينغا كافوانكا على موقع أوليمبيديا (الإنجليزية)